# Raz, dva, tři
Raz, dva, tři (v anglickém originále One, Two, Three) je americká filmová komedie z roku 1961 režiséra Billyho Wildera, který ji také produkoval a společně s I. A. L. Diamondem napsal její scénář. Jako předloha posloužila divadelní hra Egy, kettö, három od Ference Molnára. Děj snímku se odehrává v Berlíně po druhé světové válce, těsně před jeho rozdělením města Berlínskou zdí, jejíž stavba postihla i konec natáčení.
Wilderova, a Molnárova, ostrá a turbulentní satira si bere na mušku všechny strany studené války střetávající se v Berlíně – kapitalisty, komunisty, (bývalé) nacisty, Američany, Němce a Sověty. Tím se výrazně liší od jednostranné kulturní propagandy postihující i filmy tehdejší doby.

## Obsazení
- James Cagney - C.R. MacNamara, šéf Coca-Coly v západním Berlíně, s velmi poslušným místním personálem. Byla to na dlouhou dobu jeho poslední filmová role, až v roce 1981 hrál svou další, a poslední, filmovou roli komisaře Rheinlander Waldo ve filmu Ragtime Miloše Formana
- Horst Buchholz - Otto Ludwig Piffl, nadšený komunista, z nějž se během děje stane nadšený hrabě
- Pamela Tiffin - Scarlett Hazeltine, Ottova nadšená, zpočátku tajná, novomanželka, dcerka šéfa Coca-Coly, na kterou mají MacNamarovi dohlížet
- Arlene Francis - Phyllis MacNamara, MacNmarova žena, chápající Scarlet a přející ji
- Liselotte "Lilo" Pulver - Ingeborg, mladá Němka sledující svou kariéru sekretářky „pro všechny úkoly“, dobře ale znající hranice, které nikdy nepřekročí; má brilantní scénu tance s pochodněmi na stole ve východoberlínském hotelu za obdivu agentů KGB a Stasi
- Hanns Lothar - brilantní Schlemmer, MacNamarův německý asistent

## Hudba
André Previn použil ve filmu známou poslední větu Šavlového tance od Aram Chačaturjana jakožto centrálního hudebního tématu.
Horst Buchholz, v roli mladého komunisty Otta L. Piffla byl východoberlínskou lidovou policií mučen neustále opakujícím přehrávání písničky: Itsy Bitsy Teenie Weenie Yellow Polka Dot Bikini od Brian Hyland „přiznat“ (Ten pop-song byl 1960 na prvním místě v US-americké Hitparade a i ten prodej bikin v Americe běžel potom tenkát velice).

## Nominace
Film byl v roce 1962 čtyřikrát nominován na různé ceny, včetně na Oscara za nejlepší černobílou kameru a na Laurelovu cenu (Laurel Award) za Špičkovou komedii (Top Comedy).